# Bedburger BV
Der Bedburger BV (offiziell: Bedburger Ballspielverein von 1912 e.V.) ist ein Sportverein aus Bedburg im Rhein-Erft-Kreis. Die erste Fußballmannschaft spielte drei Jahre in der höchsten mittelrheinischen Amateurliga.

## Geschichte
Der Verein wurde Anfang Juni 1912 gegründet. Erste Erfolge stellten sich nach dem Zweiten Weltkrieg ein. 1948 stiegen die Bedburger in die Bezirksklasse auf. Zwei Jahre später folgte der Aufstieg in die Landesliga, die seinerzeit höchste Amateurliga am Mittelrhein. Nach drei Jahren Landesliga ging es 1953 wieder zurück in die Bezirksklasse. Dort wurde die Mannschaft 1957 Vizemeister hinter dem VfB Brüggen. Doch schon 1960 mussten die Bedburger den Gang in die Kreisklasse antreten. Zurück in der Kreisklasse sicherte sich die Mannschaft 1962 die Kreismeisterschaft, scheiterte aber in der damaligen Aufstiegsrunde, an der auch die Meister der Kreise Jülich (FC Rhenania Lohn), Erkelenz (SC Myhl) und Heinsberg (TuS Keyenberg) teilnahmen.
1965 gelang schließlich der Wiederaufstieg, bevor sechs Jahre später die Rückkehr in die Landesliga gelang. Sportlicher Höhepunkt war der vierte Platz in der Saison 1974/75. In den 1980er Jahren wurden die Bedburger zu einer Fahrstuhlmannschaft. Abstiege in den Jahren 1981 und 1983 brachten den Club in die Kreisliga A. Es folgten zwei Aufstiege in Folge in die Landesliga, ehe die Mannschaft nochmal ab- und gleich wieder aufstieg. Es folgte eine erneute Landesligaära mit Platz vier in der Saison 1990/91 als Höhepunkt. Es folgten weitere Fahrstuhljahre für die Bedburger. 1993, 1999 und 2007 stieg die Mannschaft aus der Landesliga ab und schaffte 1996, 2003 und 2008 jeweils den Wiederaufstieg.
In der Saison 2011/12 spielte die erste Mannschaft des Bedburger BV letztmals in der Landesliga, aus der sie als Tabellendreizehnter in die Bezirksliga absteigen musste. In der Saison 2017/18 musste sie den Abstieg in die Kreisliga A hinnehmen. Eine Saison später stieg sie in die Kreisliga B ab.
Im Jahre 2007 wurden die C-Junioren des Vereins Mittelrheinmeister.

## Persönlichkeiten
- Jean-Pierre de Keyser
- Daniel Engelbrecht
- Robert Leipertz
- Dario Schumacher
- Maik Odenthal